# فولوديمير (مدينة أوكرانية)
فولوديمير (Володимир) هي مدينة في مقاطعة فولينسكا في أوكرانيا.

## معرض صور

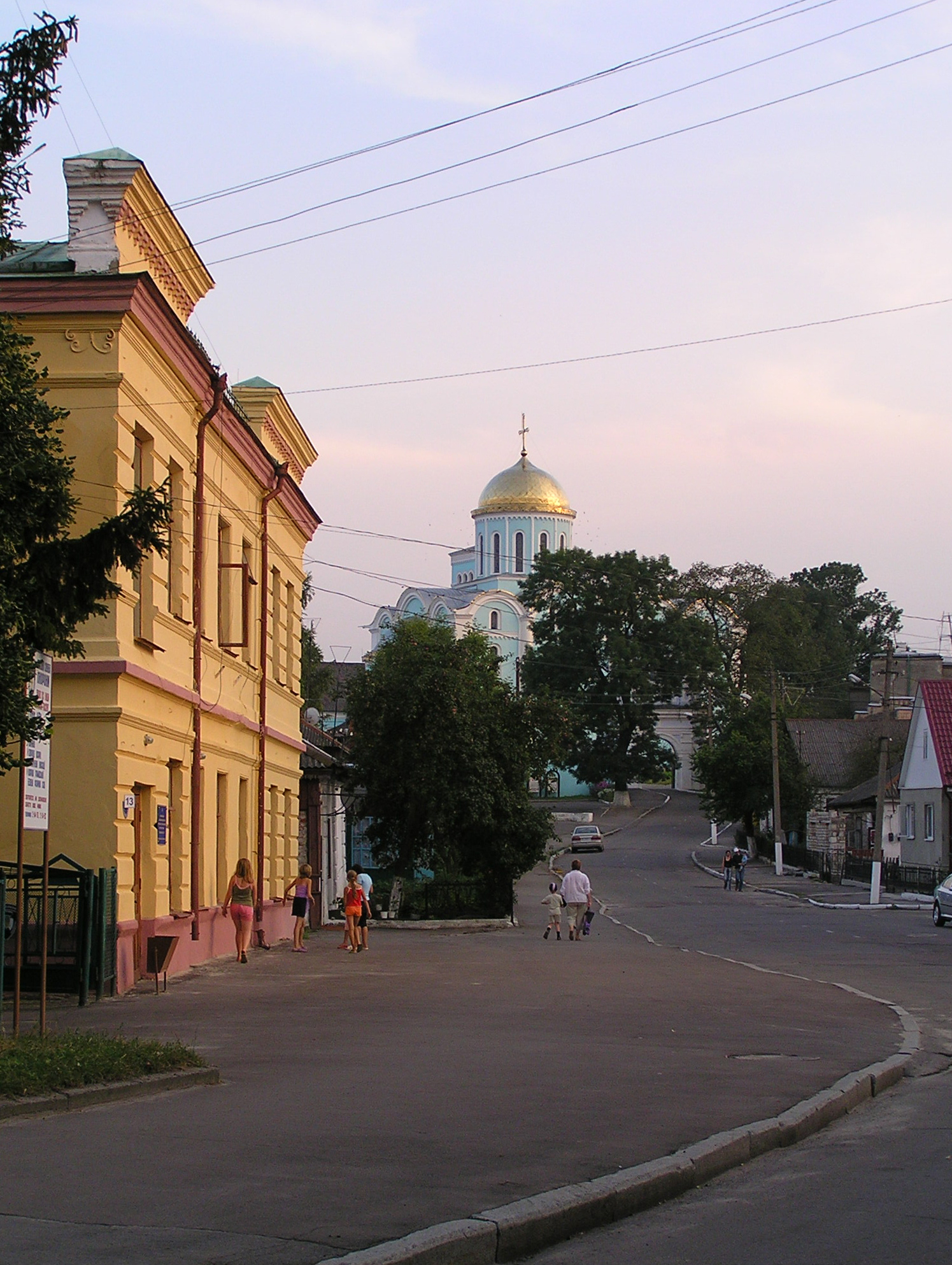
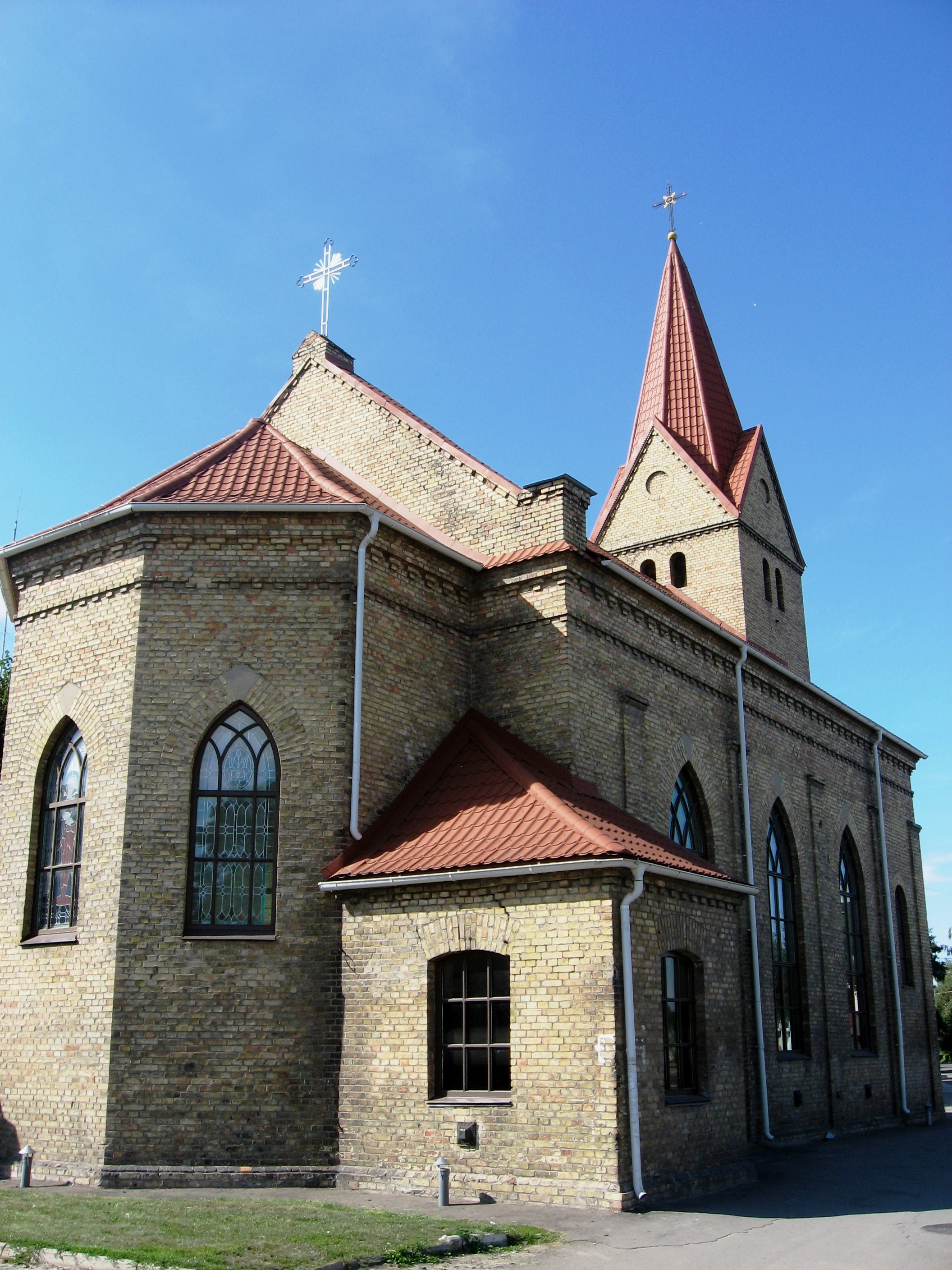
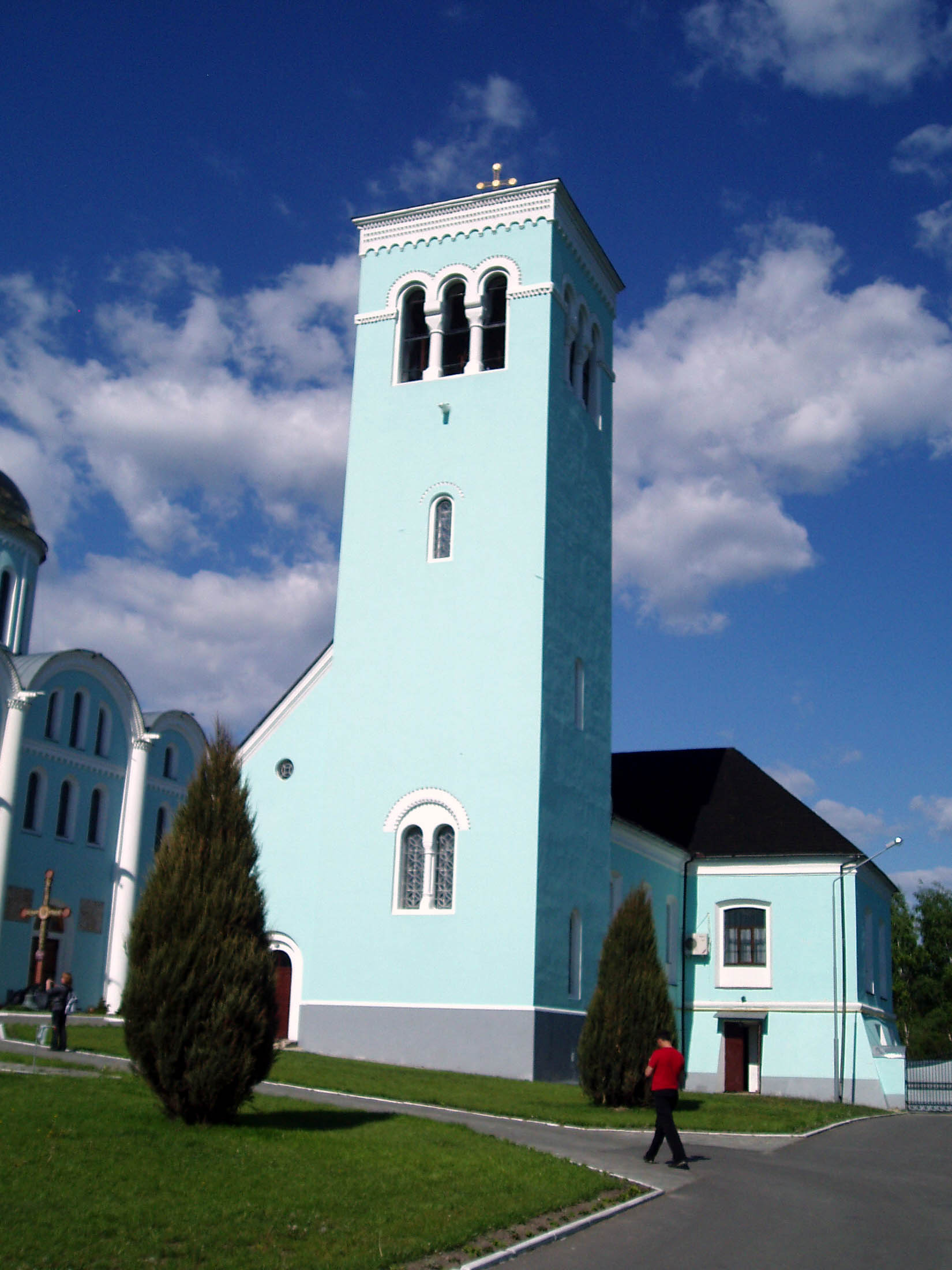
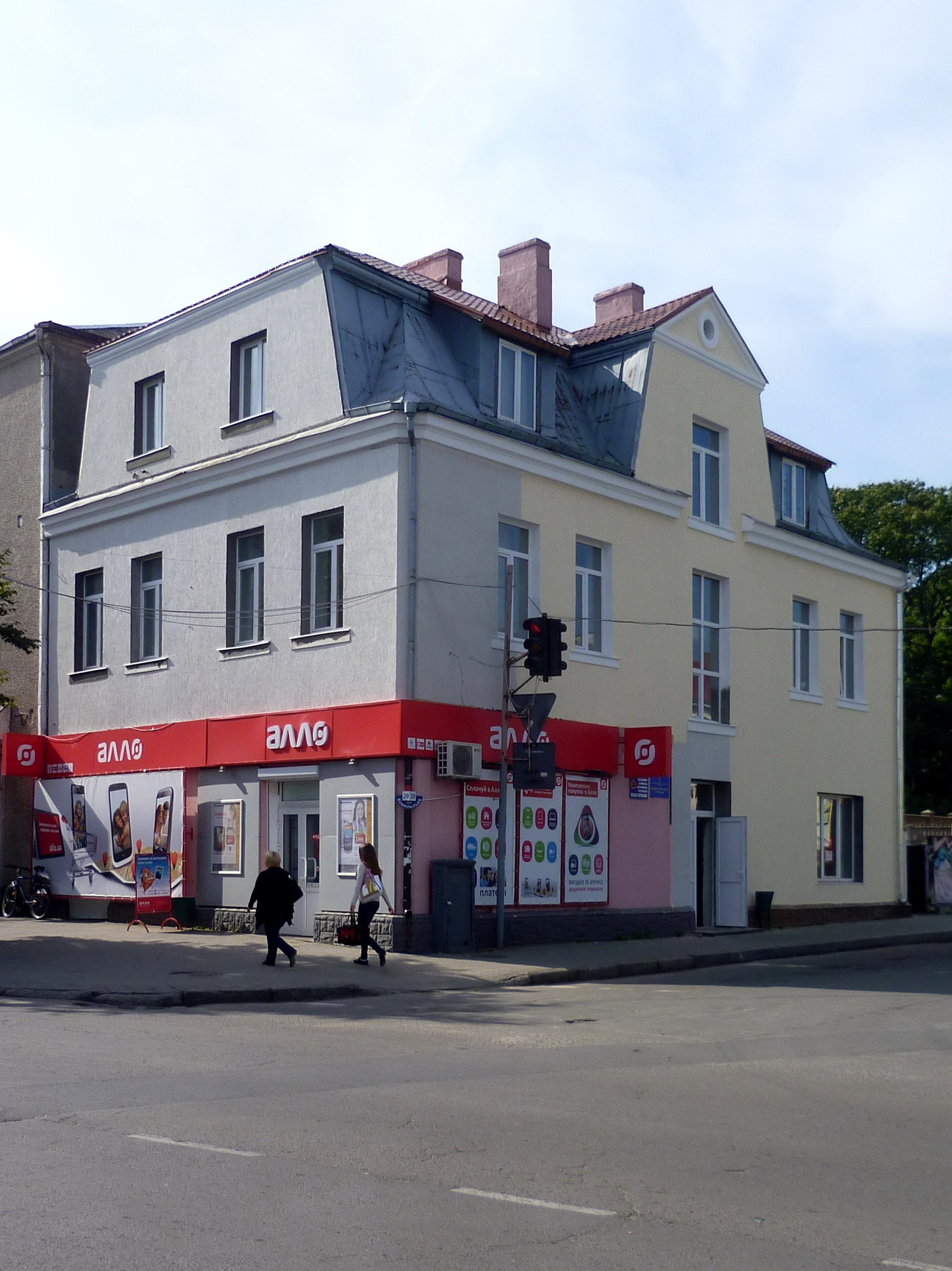
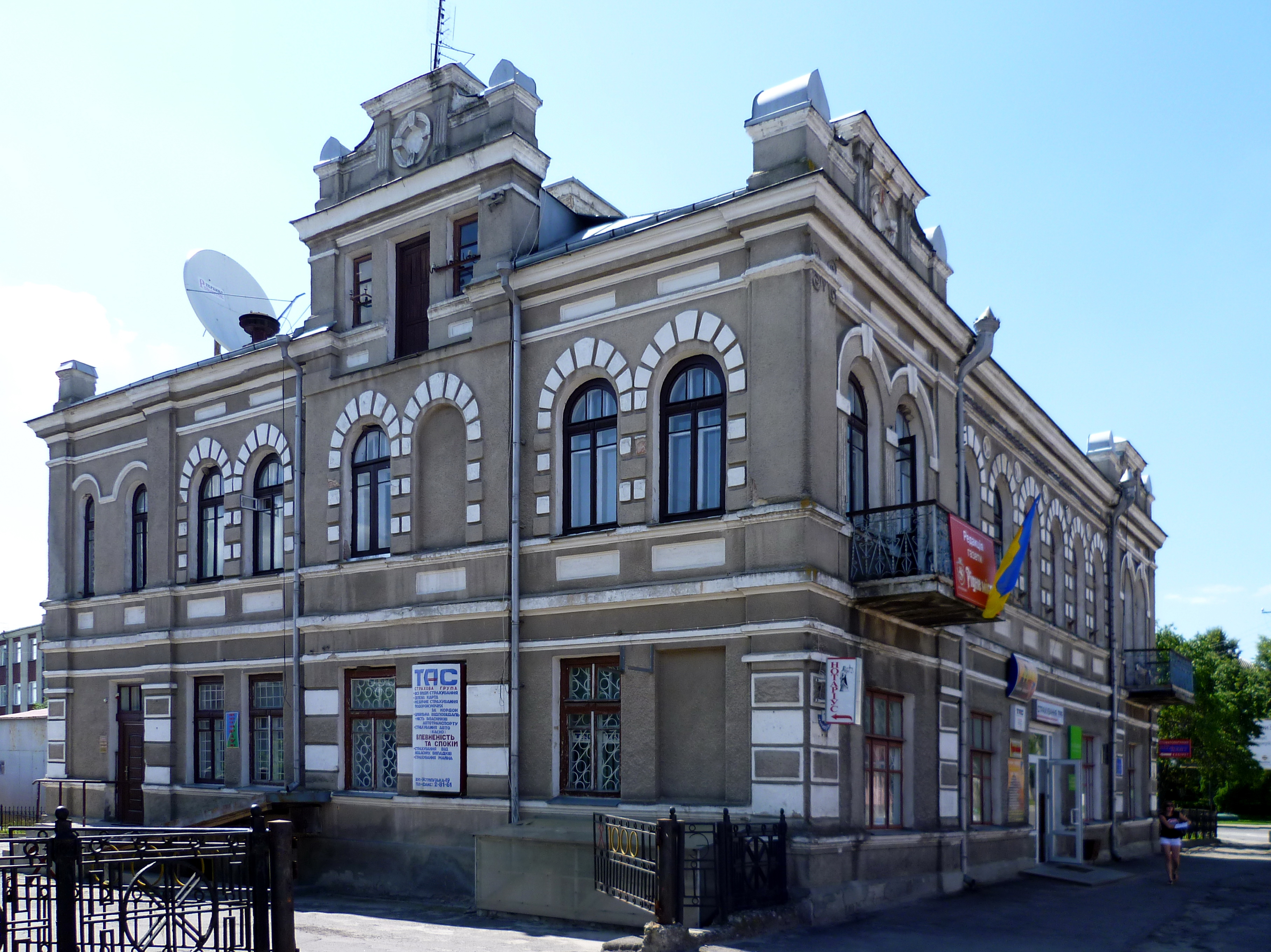
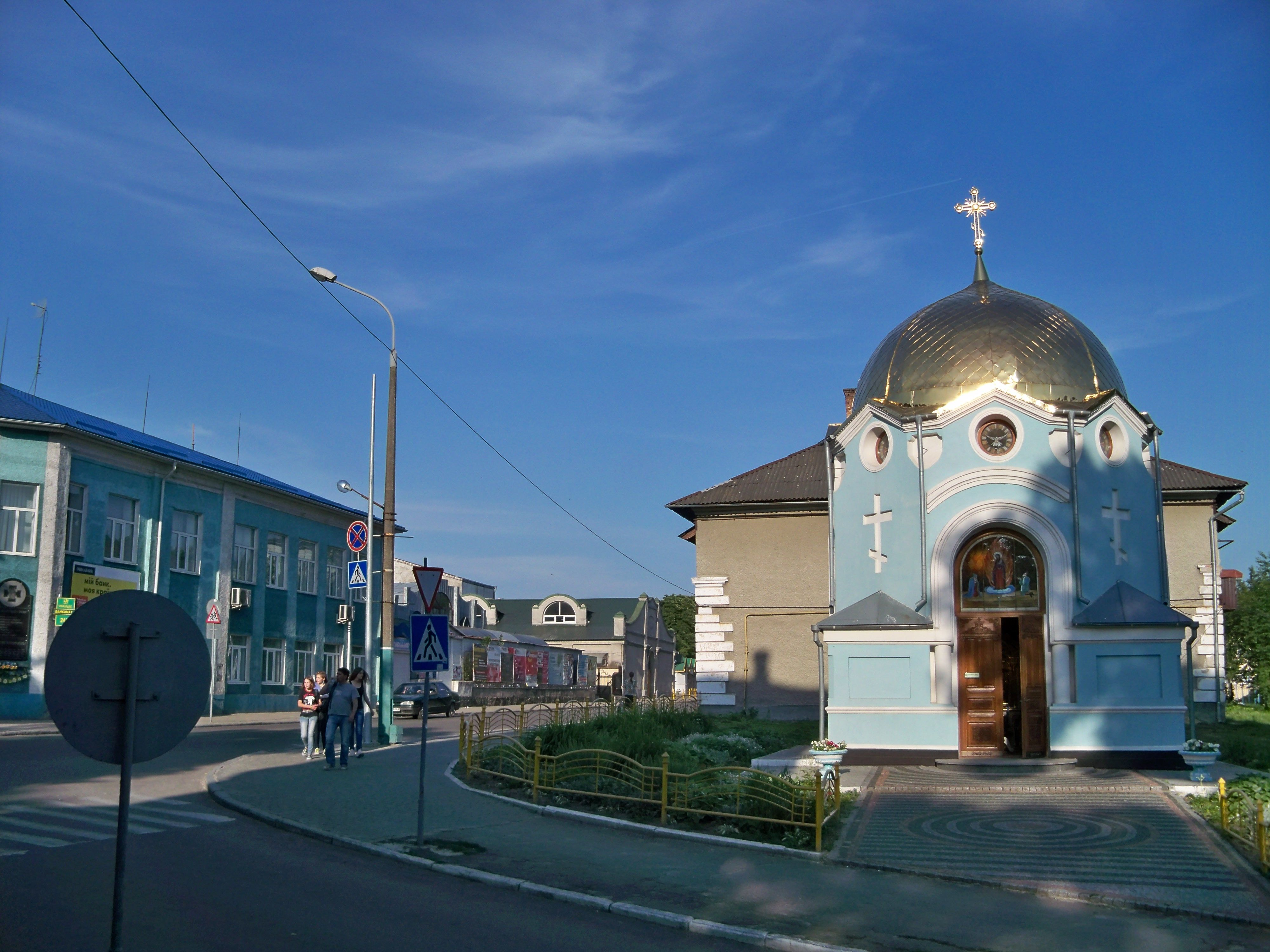

## أعلام
- فاتسواف فالديمار ميشالسكي
- اغافانغل كريمسكي